# 安徽省人民代表大会常务委员会
安徽省人民代表大会常务委员会（简称安徽省人大常委会）是安徽省人民代表大会的常设机关，对安徽省人民代表大会负责并报告工作。

## 历史沿革
中华人民共和国1954年宪法及地方组织法并未规定设置省级人大的常务机关。
1979年7月，第五届全国人民代表大会第二次会议通过《关于修正中华人民共和国宪法若干规定的决议》，其中规定：“县和县以上地方各级人民代表大会设立常务委员会，它是本级人民代表大会的常设机关”。1979年12月，召开安徽省第五届人民代表大会第二次会议，选举产生常务委员会。

## 主要职责
依照宪法和地方组织法的规定，安徽省人大常委会主要行使下列职权：
1. 在本行政区域内，保证宪法、法律、行政法规和上级人民代表大会及其常务委员会决议的遵守和执行。
2. 在本级人民代表大会闭会期间，根据本行政区域的具体情况的实际需要，在不同宪法、法律、行政法规相抵触的前提下，可以制定和颁布地方性法规，报全国人民代表大会常务委员会和国务院备案。
3. 领导或者主持本级人民代表大会代表的选举。
4. 召集本级人民代表大会会议。
5. 讨论、决定本行政区域的政治、经济、教育、科学、文化、卫生、环境和资源保护、民政、民族工作的重大事项。
6. 根据本级人民政府的建议，决定对本行政区域内的国民经济和社会发展计划、预算的部分变更；审查和批准本级政府决算。
7. 监督本级人民政府、人民法院和人民检察院的工作，联系本级人民代表大会代表，受理人民群众对上述机关和国家工作人员的申诉和意见。
8. 撤销下一级人民代表大会及其常务委员会的不适当的决议。
9. 撤销本级人民政府的不适当的决定和命令。
10. 在本级人民代表大会闭会期间，决定副省长的个别任免；在省长和省高级人民法院院长、省人民检察院检察长因故不能担任职务的时候，从本级人民政府、人民法院、人民检察院副职领导成员中决定代理的人选；决定代理检察长，须报上一级人民检察院和人民代表大会常务委员会备案。
11. 根据省长的提名，决定本级人民政府秘书长、委员会主任、厅长的任免,报上一级人民政府备案。
12. 按照人民法院组织法和人民检察院组织法的规定,任免省高级人民法院副院长、庭长、副庭长、审判委员会委员、审判员，任免省人民检察院副检察长、检察委员会委员、检察员；批准任免下一级人民检察院检察长。
13. 在本级人民代表大会闭会期间，决定撤销个别副省长的职务；决定撤销由它任命的本级人民政府其他组成人员和省人民法院副院长、庭长、副庭长、审判委员会委员、审判员，省人民检察院副检察长、检察委员会委员、检察员，市中级人民法院院长、人民检察院检察长的职务。
14. 在本级人民代表大会闭会期间，补选上一级人民代表大会出缺的代表和罢免个别代表。
15. 决定授予地方的荣誉称号。

## 机构设置
- 办公厅
- 研究室
- 法制工作委员会
- 预算工作委员会

直属事业单位
- 安徽省人大常委会办公厅机关服务中心
- 安徽省直机关老干部第三活动室

## 历届组成人员

### 第五届
- 任期：1979年12月－1983年4月
- 主任：顾卓新
- 副主任：李世农、胡开明、黄岩、马长炎、程业棠、李凡夫、刘儒林、杨承宗、应宜权、杨明、张祚荫、夏德义（1981年3月补选）、赵敏学（1981年3月补选）、李广涛（1981年3月补选）、陈元良（1982年3月补选）、赵凯（1982年3月补选）
- 秘书长：胡开明

### 第六届
- 任期：1983年4月－1988年2月
- 主任：杨蔚屏（1985年3月辞任） → 王光宇（1985年3月补选）
- 副主任：黄岩（1985年3月辞任）、苏羽、张祚荫（1986年4月辞任）、魏心一、夏德义、郑锐、杨承宗、赵敏学、应宜权、康志杰、杜维佑、郑淮舟、苏桦（1985年3月补选）、陈庭元（1986年4月补选）
- 秘书长：胡向农

### 第七届
- 任期：1988年2月－1993年1月
- 主任：王光宇
- 副主任：苏桦、郑锐、应宜权、康志杰、杜维佑、陈庭元、杨纪珂、陈天任、黄驭、杜宏本（1989年4月补选）、孟富林（1992年3月补选）、陆子修（1992年3月补选）
- 秘书长：杜宏本（1991年2月辞任） → 陆德生（1991年3月补选）

### 第八届
- 任期：1993年1月－1998年1月
- 主任：孟富林
- 副主任：邵明、刘广才、卢声道、吴昌期、陆子修、江泽慧、陈基余、蔡秉久（1994年4月补选）、王秀智（1997年2月补选）
- 秘书长：陆德生

### 第九届
- 任期：1998年1月－2003年1月
- 主任：孟富林
- 副主任：刘广才、吴昌期（2001年1月辞任）、王秀智、苏平凡、吴天栋、季昆森、朱维芳、张春生、陈瑞鼎（2000年1月补选）
- 秘书长：耿光宽

### 第十届
- 任期：2003年1月－2008年1月
- 主任：王太华（2005年1月辞任） → 郭金龙（2005年1月补选，2007年12月辞任） → 黄岳忠（2007年12月代理）
- 副主任：黄岳忠、苏平凡、朱维芳、季昆森（2006年2月辞任）、张春生、周本立、高福明、陈维席（2005年10月终止）、朱成林（2005年1月补选）、胡连松（2006年2月补选）、朱先发（2006年2月补选[3]）
- 秘书长：耿光宽（2006年2月辞任） → 郭万清（2006年2月补选）

### 第十一届
- 任期：2008年1月－2013年1月
- 主任：王金山
- 副主任：任海深（2012年2月14日辞任）、臧世凯（2012年2月16日当选）、朱维芳、文海英（2010年1月补选）、胡连松、朱先发（2012年2月14日辞任）、郭万清、张俊（2012年2月14日辞任）、沈卫国（2012年2月16日当选）、陈先森（2012年2月16日当选）
- 秘书长：汪国才

### 第十二届
- 任期：2013年1月－2018年1月
- 主任：张宝顺（2015年6月8日辞任[4]） → 王学军（2015年7月28日当选[5]，2016年9月1日辞任） → 李锦斌（2017年1月21日当选[6]）
- 副主任：臧世凯（2016年2月20日辞任）、詹夏来（2016年2月21日当选[7]）、胡连松（2017年1月19日辞任[8]）、沈卫国（2016年2月20日辞任）、陈先森（2016年2月20日辞任）、沈素琍（2017年1月21日当选[9]）、花建慧（2016年2月21日当选）、梁卫国（2016年2月21日当选）、宋卫平、王翠凤
- 秘书长：朱读稳

### 第十三届
- 任期：2018年1月－2023年1月
- 主任：李锦斌（－2021年11月） → 郑栅洁（2022年1月[10]－）
- 副主任：沈素琍（2022年1月20日辞任）、宋国权（2020年1月16日当选[11]）、谢广祥、刘明波、李明（2021年1月24日辞任[12]）、沈强、李平（2019年7月26日辞任）、魏晓明（2021年2月1日当选[13]）、陶明伦（2022年1月20日当选[10]）
- 秘书长：朱读稳（2020年9月29日辞任） → 白金明（2021年2月1日当选[13]）

### 第十四届
- 任期：2023年1月－[14]
- 主任：郑栅洁（2023年3月31日辞任[15]） → 韩俊（2024年7月辞任） → 梁言顺（2025年1月当选）
- 副主任：陶明伦、何树山、王翠凤、杨光荣、刘明波、韩军、魏晓明、张韵声（2024年1月补选）
- 秘书长：白金明（－2023年7月）、杜延安（2025年1月补选）